# 梁廷栋
梁廷棟（1591年—1636年），字无它，號大朐，河南鄢陵人。明末政治人物。

## 生平
梁廷棟舉萬歷四十六年戊午科举人，四十七年（1619年）己未科進士，户部觀政，初授南京工部虞衡司主事，四十八年管芜湖抽分，天啓二年召改禮部，歷官儀制司郎中。天啟五年（1625年），遷陝西關內道參議，本年調撫治西寧，六年升山東永平兵备副使，加升右參政，七年以終養歸。
崇祯元年（1628年）起升山東參政，二年調山西口北道，不久接替自尽的王元雅升右佥都御史、巡撫順天，升兵部尚書，三年加太子少保。《明史》记载他“居中枢岁余，所陈兵事多中机宜”，“颇挟数行私，不为朝论所重。”曾與袁崇煥共事於遼。袁崇煥殺毛文龍之後，後金擁兵南下京城，梁廷棟上疏請斬袁崇煥，稱“則逆奴之謀既詘，遼人之心亦安”。崇禎三年（1630年）薦用孫元化為登萊巡撫。後被弹劾“纳贿营私”，崇禎四年四月“得闲住去”。
崇祯八年（1635年）起用为兵部右侍郎兼右都御史，“代杨嗣昌总督宣府、大同、山西军务”。崇禎九年（1636年）秋清兵入逼京師，“三人相掎角，皆退怯不敢战。于是宝坻、顺义、文安、永清、雄、安肃、定兴诸县及安州、定州相继失守。”据清人所撰之《明史》称，宣大總督梁廷棟與兵部尚書張鳳翼怯不敢戰，但尾其後而已。清兵至雄縣而返，沿途在樹上寫下「各官免送」四字。廷棟與鳳翼“两人恇怯不敢战，近畿地多残破，言官交章论劾。两人益惧，”“言官劾疏五六上，凤翼忧甚”，自知死罪難逃，每日服食大黃取瀉求死。九月初一日張鳳翼卒，不數日，至冬十月朔，廷棟亦卒于蓟州西关（今天津），年四十六岁。
梁廷栋的《泡香馆集奏议》， 就是自赴宣大任至死去， 这八、九个月的全部奏疏。目前馆藏河南大学图书馆，但只能在馆看，不能借出。

## 家族
曾祖梁珂，典膳。祖父梁禛，礼部主事。父梁克從，官至太常少卿，以子貴封兵部尚書太子少保。堂弟梁廷翰，同科進士。

## 延伸阅读
[在维基数据编辑]
 《明史卷二百五十七》，出自《明史》

| 官衔        | 官衔                | 官衔          |
| ----------- | ------------------- | ------------- |
| 前任： 劉策 | 明朝薊遼總督 1630年 | 繼任： 張鳳翼 |